# 矢野昌裕
矢野 昌裕（やの まさひろ、1956年11月4日 - ）は、日本の農学者。農学博士（九州大学）。国立研究開発法人農業・食品産業技術総合研究機構次世代作物研究開発センター所長。2019年、第13回『みどりの学術賞』受賞者。

## 経歴
1956年(昭和31年)11月4日、福岡県出身。1979年(昭和54年)、九州大学農学部農学科を卒業。1985年、九州大学大学院農学研究科博士課程を修了（農学博士）。1986年、農林水産省農業研究センター研究員。1987年、農林水産省北陸農業試験場作物部研究員。1994年、農林水産省農業生物資源研究所企画調整部主任研究官。1998年、農林水産省農業生物資源研究所分子遺伝部ゲノム複製研究室室長。2001年、独立行政法人農業生物資源研究所分子遺伝研究グループ応用遺伝研究チームチーム長。筑波大学連携大学院生命環境科学研究科客員助教授。2006年、独立行政法人農業生物資源研究所QTLゲノム育種研究センターセンター長。2007年、筑波大学連携大学院生命環境科学研究科教授。2011年、独立行政法人農業生物資源研究所農業生物先端ゲノム研究センターセンター長。2014年、国立研究開発法人農業・食品産業技術総合研究機構作物研究所所長。2016年、国立研究開発法人農業・食品産業技術総合研究機構次世代作物開発研究センター所長。2019年4月26日、第13回みどりの学術賞を受賞。

## 受賞
- 1995年、日本育種学会奨励賞。
- 2002年、文部科学大臣賞研究功績者。
- 2004年、第11回日本植物生理学会論文賞。
- 2007年3月、日本育種学会日本育種学会賞。
- 2013年4月、日本農学会日本農学賞および読売農学賞。
- 2019年4月、内閣府みどりの学術賞「イネゲノム情報の解析と品種改良への応用」に関する功績[3][4]。

## 所属学会
- 日本育種学会[5]。

## 著書

### 共著
- 『イネゲノム配列解読で何ができるのか』ISBN 9784540042492 農山漁村文化協会（2004年12月1日）

## 論文
- 河野いづみ, 竹内善信, 島野公利 ほか、「DNAマーカーによるイネ日本型品種間の多型検出頻度の比較」『育種学研究』 2000年 2巻 4号 p.197-203, doi:10.1270/jsbbr.2.197, 日本育種学会
- 関口博史, 佐藤毅, 木内均 ほか、「イネ「Italica Livorno」を用いた低温発芽性のQTL解析」『日本育種学会・日本作物学会北海道談話会会報』 2003年 44巻 p.15-16, doi:10.20751/hdanwakai.44.0_15, 日本育種学会・日本作物学会北海道談話会